# Гражданский иск в уголовном процессе
Гражданский иск в уголовном процессе — комплексный уголовно-процессуальный правовой институт, представляющий совокупность норм, регулирующих общественные отношения по поводу имущественных последствий преступления, и включающий в себя элементы гражданско-процессуального метода регулирования; с другой стороны — это заявленное при производстве по уголовному делу требование гражданина или юридического лица о возмещении имущественного и морального вреда, причинённого преступлением, к обвиняемому или лицам, несущим материальную ответственность за действия обвиняемого.

## История гражданского иска в российском праве
Институт гражданского иска в уголовном процессе появился давно и был предусмотрен ещё Уставом уголовного судопроизводства 1864 г. (УУС).

## Порядок предъявления
Гражданский иск может быть предъявлен после возбуждения уголовного дела и до окончания судебного следствия при разбирательстве данного уголовного дела в суде первой инстанции. При предъявлении гражданского иска гражданский истец освобождается от уплаты государственной пошлины. Важно заметить, что при предъявлении иска в порядке гражданского судопроизводства истец обязан уплатить госпошлину.
Хотя есть исключения по уплате госпошлины истцом, подобным примером может выступать предъявление исковых требований к ответчику, в рамках Закона о защите прав потребителей, при нарушении прав потребителя истец освобождается от уплаты гос.пошлины. Размеры государственной пошлины и перечень лиц, освобождаемых от уплаты государственной пошлины, указаны в главе 25.3 Налогового кодекса РФ (часть вторая)
Гражданский истец — физическое или юридическое лицо, предъявившее требование о возмещении имущественного вреда при наличии оснований полагать, что данный вред причинен ему непосредственно преступлением (ст. 44 УПК). Решение о признании гражданским истцом оформляется определением суда или постановлением судьи, следователя, дознавателя. Гражданский истец может предъявить гражданский иск и для имущественной компенсации морального вреда. Гражданский иск предъявляется после возбуждения уголовного дела, но до окончания судебного следствия, при этом он освобождается от уплаты государственной пошлины. В защиту интересов несовершеннолетних, недееспособных либо ограниченно дееспособных, других лиц, которые не могут сами защищать свои права и законные интересы, гражданский иск может быть заявлен их законными представителями или прокурором, а в защиту интересов государства — прокурором.
По окончании расследования гражданский истец знакомится не со всеми материалами уголовного дела, а только с теми, которые относятся к гражданскому иску, и может выписывать из дела любые сведения в любом объеме.
• Органы расследования принимают меры обеспечения не только заявленного, но и возможного гражданского иска. Суд, только по ходатайству гражданского истца, потерпевшего (их представителей) или прокурора, также может принять меры по обеспечению гражданского иска (наложение ареста на имущество, наложение ареста на ценные бумаги).
В судебном разбирательстве гражданский истец может не участвовать, если подсудимый полностью согласен с предъявленным гражданским иском.

## Гражданский ответчик
В качестве гражданского ответчика может быть привлечено физическое или юридическое лицо, которое в соответствии с Гражданским кодексом Российской Федерации несёт ответственность за вред, причинённый преступлением: согласно статье 1064 

Обязанность возмещения вреда может быть возложена на лицо, не являющееся причинителем вреда

. Например, обязанность возместить ущерб может быть возложена на юридическое лицо — работодателя. Согласно статье 1068 ГК: 

Юридическое лицо либо гражданин возмещает вред, причиненный его работником при исполнении трудовых (служебных, должностных) обязанностей.

О привлечении физического или юридического лица в качестве гражданского ответчика дознаватель, следователь или судья выносит постановление, а суд — определение.

## Мнения по поводу целесообразности гражданского иска в уголовном процессе
Позиции учёных расходятся по поводу целесообразности гражданского иска в уголовном процессе.

### Против
Сторонники отделения гражданского иска от уголовного процесса считают, что производство по гражданскому иску не соответствует природе и вообще всей сущности уголовного процесса, который направлен на реализацию уголовной ответственности или освобождение от неё, также ими приводятся аргументы о том, что такое производство, как, впрочем, и любое другое рассмотрение гражданско-правового спора, должно основываться на презумпции виновности, при которой каждая из сторон обязана доказывать те обстоятельства, на которые ссылается, в то время как уголовное судопроизводство базируется на презумпции невиновности обвиняемого, и органы уголовного судопроизводства не вправе перелагать на него обязанность доказывания.
Кроме того, процедура рассмотрения гражданского иска вместе с уголовным делом требует более полной правовой регламентации, либо вынуждает суд использовать по аналогии нормы гражданского процессуального права (что не очень желательно).

### За
Сторонники гражданского иска в уголовном процессе считают, что он необходим и гарантирует защиту прав потерпевшего. Кроме того, гражданский иск не противоречит уголовному процессу, и уместен для рассмотрения в нём, так как деяния виновной стороны нарушают нормы как уголовного, так и гражданского права. Рассмотрение гражданского иска обеспечивает наиболее быстрое восстановление нарушенных прав потерпевшего, способствует недопущению противоречивых выводов по одним и тем же вопросам. Разрешение в уголовном процессе гражданского иска помогает уточнить квалификацию преступления, правильно выбрать меру наказания, установить гражданско-правовые последствия преступления, принять меры к их устранению. Выяснение при разбирательстве уголовного дела этих последствий позволяет более правильно определить характер и тяжесть преступного деяния, сделать вывод о личности преступника.